# タロット (バンド)
タロット(Tarot)は、フィンランドのヘヴィメタルバンド。フィンランドにおけるメタルの先駆者であり、祖である。
ザシャリー・ヒエタラとマルコ・ヒエタラの兄弟は、ティーンの頃からともに音楽活動をしていた。二人は1982年にタロットの前身バンド Purgatory を結成し、1985年にレコード契約を獲得する。レコード・デビューに当たってバンド名を変更することを求められたためタロットと改名し、フィンランド初のヘヴィメタル・バンドとして1986年にアルバム『スペル・オブ・アイアン』でデビューした。80年代は巨大な機材を使用しており、マーシャル (アンプ)の山壁でメタリカのローディーを驚かせた。という逸話がある。
2015年11月に、バンドに深刻な病気を患っているメンバーがいるため活動を休止することを発表した。この際には、罹患したメンバーについて言及はされていなかったが、翌2016年9月10日に、ドラマーのペキュ・シナリが長い闘病の末、逝去したことが公表された。
2023年7月、チャリティーフェスティバルであるOld Farts Rockにて一時的に復帰。後続のドラマーは古くからの友人であるTURMION KÄTILÖTのAntero Seppänen。この復帰を受けての活動再開の期待に対してギタリストのザシャリーは、各メンバーはメインの活動で既に多忙であり演奏する機会があるとすれば国内の音楽フェスティバルになるであろうと発言している。
2033年11月、TUSKA 2024への出演を発表。

## ラインナップ

### 現在のメンバー
- マルコ・ヒエタラ (Marco Hietala) - ベース、ボーカル
- ザシャリー・ヒエタラ (Zachary Hietala) - ギター
- ヤンネ・トルサ (Janne Tolsa) - キーボード (1988年 ～ 在籍)
- トミ・サルメラ (Tommi Salmela) - ボーカル、サンプラー (2006年 ～ 在籍)

### 過去のメンバー
- マコ・H. (Mako H.) - ギター (1985年 ～ 1988年まで在籍)
- ペキュ・シナリ (Pecu Cinnari) - ドラム（1985年～2016年9月10日）
2016年9月10日逝去[2]。

### ツアーメンバー
- トミ・サルメラ (Tommi Salmela) - ボーカル、サンプラー (1996年 ～ 2006年)
- ガス・リップスティック - ドラム (1998年)

## 日本公演
- 2010年

05月29日 Finland Fest 2010 (東京 LIQUIDROOM)

## ディスコグラフィ

### アルバム
- スペル・オブ・アイアン The Spell of Iron (1986年) :Re-mixed & re-mastered (2006年)
- フォロー・ミー・イントゥ・マッドネス Follow Me into Madness (1988年) :Re-mixed & re-mastered (2006年)
- トゥ・リブ・フォーエバー To Live Forever (1993年) :Re-mixed & re-mastered (2006年)
- スティグマータ Stigmata (1995年) :Re-mixed & re-mastered (2006年)
- フォー・ザ・グローリー・オブ・ナッシング For the Glory of Nothing (1998年) :Re-mixed & re-mastered (2006年)
- サッファー・アウア・プレジャー Suffer Our Pleasures (2003年)
- クロウズ・フライ・ブラック Crows Fly Black (2006年)
- グラヴィティ・オブ・ライト Gravity of Light (2010年)
- スペル・オブ・アイアン MMXI The Spell of Iron MMXI (2011年)

### ライブ・アルバム
- トゥ・リブ・アゲイン To Live Again (1994年) :Re-mixed & re-mastered (2006年)
- アンデッド・インディード・ライブ Undead Indeed Live (2008年)

### コンピレーション
- シャイニング・ブラック Shining Black (1998年) : Japanese Edition
- シャイニング・ブラック Shining Black (2003年)

### デモ
- タロット Tarot (1986年)

### シングル
- ウィングス・オブ・ダークネス Wings of Darkness (1986年)
- ラヴス・ノット・メイド・フォー・マイ・カインド Love's Not Made for My Kind (1986年)
- ローズ・オン・ザ・グレイブ Rose on the Grave (1988年)
- エンジェルス・オブ・ペイン Angels of Pain (1995年)
- アズ・ワン As One (1995年)
- ウォーヘッド Warhead (1997年)
- ザ・パニッシュメント The Punishment (1998年)
- アンデッド・サン Undead Son (2003年)
- ユー You (2006年)
- アイ・ウォーク・フォレヴァー I Walk Forever (2010年)

### ライブ・ビデオ
- アンデッド・インディード・ライブ Undead Indeed Live (2008年)